# Кінґсбері (округ, Південна Дакота)
Шаблон:StateAbbr_ 44°22′ пн. ш. 97°29′ зх. д. / 44.37° пн. ш. 97.49° зх. д.
Округ  Кінґсбері (англ. Kingsbury County) — округ (графство) у штаті  Південна Дакота, США. Ідентифікатор округу 46077.

## Історія
Округ утворений 1873 року.

## Демографія
За даними перепису 2000 року загальне населення округу становило 5815 осіб, усе сільське. Серед мешканців округу чоловіків було 2852, а жінок — 2963. В окрузі було 2406 домогосподарств, 1592 родин, які мешкали в 2724 будинках. Середній розмір родини становив 2,95.
Віковий розподіл населення поданий у таблиці:
| Стать    | До 15 років | 15-21 | 22-29 | 30-39 | 40-49 | 50-65 | 65-85 | Понад 85 |
| -------- | ----------- | ----- | ----- | ----- | ----- | ----- | ----- | -------- |
| Чоловіки | 557         | 267   | 184   | 328   | 468   | 455   | 532   | 61       |
| Жінки    | 575         | 248   | 154   | 343   | 412   | 418   | 631   | 182      |

## Суміжні округи
- Гемлін — північний схід
- Брукінґс — схід
- Лейк — південний схід
- Майнер — південь
- Сенборн — південний захід
- Бідл — захід
- Кларк — північний захід

## Виноски
1. ↑  US Decennial Census. US Census Bureau. Архів оригіналу за 26 квітня 2015. Процитовано 26 березня 2015.
2. ↑  Historical Census Browser. University of Virginia Library. Архів оригіналу за 11 серпня 2012. Процитовано 26 березня 2015.
3. ↑  Forstall, Richard L., ред. (27 березня 1995). Population of Counties by Decennial Census: 1900 to 1990. US Census Bureau. Архів оригіналу за 28 грудня 2008. Процитовано 26 березня 2015.
4. ↑  Census 2000 PHC-T-4. Ranking Tables for Counties: 1990 and 2000 (PDF). US Census Bureau. 2 квітня 2001. Архів оригіналу (PDF) за 18 грудня 2014. Процитовано 26 березня 2015.
5. ↑  State & County QuickFacts. Бюро перепису населення США. Архів оригіналу за 7 червня 2011. Процитовано 25 листопада 2013.(англ.) Наведено за англійською вікіпедією.
6. ↑  American FactFinder. Бюро перепису населення США. Архів оригіналу за 29 липня 2011. Процитовано 31 січня 2008.

| США | Це незавершена стаття з географії США. Ви можете допомогти проєкту, виправивши або дописавши її. |